# Simulium rivosecchii
Simulium rivosecchii är en tvåvingeart som först beskrevs av Contini 1965.  Simulium rivosecchii ingår i släktet Simulium och familjen knott.
Artens utbredningsområde är Italien. Inga underarter finns listade i Catalogue of Life.